# 後藤圭二
後藤圭二（日語：後藤 圭二、1968年11月4日—），日本東京都出身的動畫師、監督、人物設計師。

## 人物
高中畢業後沒唸過動畫專科学校就加入動畫業界。由於後藤以外的新人是相關学校出身，沒經驗也不知道怎麼做的後藤在山下明彦指導下開始動畫工作。參與《勇者傳說》、《勇者系列》時，眼睛描繪方式受到石田敦子的影響。因《機動戰艦》「星野琉璃」（星野ルリ）的角色設計而受矚目。
與同為動畫師的門之園惠美結婚後，兩人和木村英文合組制作集團「gímik」，《天使特警》是初監督作品，現「gímik」形同解散。另外還設立同人社團。使用化名、（同人活動）。

## 參加作品

### 電視動畫
- 勇者系列（勇者シリーズ，1990年-1997年：原画）
- 勇者傳說（伝説の勇者ダ・ガーン，1992-1993年：原画）
- 小巫仙（ヤダモン，1993年：作画監督&原画）
- 魔法騎士（魔法騎士レイアース，1994年：作画監督）
- 碧奇魂（BLUE SEED，1994年：作画監督）
- Macross 7（マクロス7，1995年：作画監督）
- 新世紀福音戰士（新世紀エヴァンゲリオン，1995年：原画）
- 爆走獵人（爆れつハンター，1995年：角色設計&作画監督）
- 爆走兄弟（爆走兄弟レッツ&ゴー！！，1996年：後期OP動畫作画）
- 妖精狩獵者（エルフを狩るモノたち，1996年：角色設計、作画監督）
- 天才寶貝（赤ちゃんと僕，1996年：原画）
- 機動戰艦（機動戦艦ナデシコ，1996年：角色設計&作画監督&機械作監&角色作監）
- 超私設警察（はいぱーぽりす，1997年：角色設計&作画監督）
- 妖精狩獵者II（エルフを狩るモノたちII，1997年：角色設計）
- 少女革命（少女革命ウテナ，1997年：原画）
- 吸血姬美夕（吸血姫美夕，1997年-1998年：原画）
- 秋葉原電腦組（アキハバラ電脳組，1998年：作画監督）
- Generator Gawl（ジェネレイターガウル，1998年：分鏡&原画）
- 快傑蒸汽偵探團（快傑蒸気探偵団 TV ANIMATION SERIES，1998年：原画）
- 火魅子傳（火魅子伝，1999年：OP／ED動畫）
- 銀河冒險戰記（ヴァンドレッド，2000年：原画）
- 女神候補生（女神候補生，2000年：OP動畫作画）
- 捍衛者（ゲートキーパーズ，2000年：角色設計&作画監督&演出&分鏡）
- 武俠派女高校生（SAMURAI GIRL リアルバウトハイスクール，2001年：角色設計）
- 超能奇兵（スクライド，2001年：OP動畫原画）
- 天使特警（キディ・グレイド，2002年：導演）
- PROJECT ARMS（2001年：分鏡）
- 幻影天使（フルーツバスケット，2001年：演出&分鏡）
- 天使怪盜（D・N・ANGEL，2003年]：演出&分鏡）
- 神魂合体（神魂合体ゴーダンナー！！，2003年：分鏡）
- 詩∽片（うた～かた，2004年：導演）
- 琉球武士瘋雲錄（サムライチャンプルー，2005年：原画）
- BLOOD+（2005年：原画）
- 武器種族傳說（エレメンタル ジェレイド，2005年：OP動畫原画） ※
- 黏黏妖美少女（ぺとぺとさん，2005年：OP動畫原画）
- 高機動交響曲GPO （ガンパレード・オーケストラ，2005年：OP動畫）
- ARIA The ANIMATION（2005年：演出&分鏡&原画&作監協力）
- SHUFFLE!（2005年：演出&分鏡&作画監督）
- 地獄少女（地獄少女，2005年：演出&分鏡） ※演出
- 鍵姬物語（鍵姫物語 永久アリス輪舞曲，2006年：第6話分鏡）
- Ergo Proxy（2006年：原画）
- NANA（2006年：原画）
- 獸王星（獣王星，2006年：分鏡、OP動畫）
- 機神咆吼DEMONBANE（機神咆吼デモンベイン，2006年：原画）
- ARIA The NATURAL（2006年：分鏡&原画）
- Fate/stay night（2006年：ED動畫原画）
- 不可思議星球的雙胞胎公主第2季（ふしぎ星の☆ふたご姫 Gyu!，2006年：ED動畫分鏡&原画）
- BLOOD+（2006年：第4季OP動畫原画）
- 光速蒙面俠21（アイシールド21，2006年：第3季OP／第4季ED動畫原画）
- 校園迷糊大王 二学期（スクールランブル 二学期，2006年：ED動畫）
- 天保異聞 妖奇士（天保異聞 妖奇士，2006年：第1季OP動畫原画）
- 暗夜魔法使（ナイトウィザード The ANIMATION，2007年：演出）
- 機神大戰（機神大戦ギガンティック・フォーミュラ，2007年：導演）
- 逮捕令 全速前進（逮捕しちゃうぞフルスロットル，2008年：分鏡）
- 賭博默示錄（[] 错误：{{Lang}}：无效参数：|3=（帮助），2008年：分鏡）
- D.Gray-man（2008年：分鏡）
- 雨月（2008年：分鏡）
- 紅（2008年：原画&作画監督）
- 吸血鬼騎士（ヴァンパイア騎士，2008年：分鏡）
- 秀逗魔導士REVOLUTION（スレイヤーズREVOLUTION，2008年：過場畫面）
- Macross F（マクロスF，2008年：原画）
- 夏目友人帳（夏目友人帳，2008年：分鏡）
- 向陽素描×365（ひだまりスケッチ×365，2008年：原画）
- 道子與哈金（ミチコとハッチン，2008年：原画）
- 食靈 -零-（喰霊 -零-，2008年：分鏡&演出&作画監督&原画）
- 魔法禁書目錄（とある魔術の禁書目録-，2008年：原画）
- 強襲魔女（ストライクウィッチーズ，2008年：OP動畫原画）
- 惡作劇之吻（イタズラなKiss，2008年：第2季ED動畫演出）
- 夜櫻四重奏（夜桜四重奏 〜ヨザクラカルテット〜，2008年：OP動畫原画）
- 第一神拳 New Challenger（はじめの一歩 New Challenger，2009年：原画）
- 續 夏目友人帳（続 夏目友人帳，2009年：分鏡&原画）
- 空罐少女！（アキカン！，2009年：原画）
- KIDDY GiRL-AND（キディ・ガーランド，2009年：監督）
- 緣之空（ヨスガノソラ，2010年：原画）
- 海月姬（海月姫，2010年：OP動畫原画）
- 再出包王女（もっとTo LOVEる -とらぶる-，2010年：分鏡）
- GOSICK（2011年：分鏡） ※演出
- A頻道（Aチャンネル，2011年：OP動畫原画）
- 咚隆隆炎魔君 熊～熊燃燒（Dororonえん魔くん メ〜ラめら，2011年：分鏡、OP動畫原画）
- 神樣DOLLS（神様ドォルズ，2011年：原画&分鏡、OP動畫原画）
- 轉吧！企鵝罐（輪るピングドラム，2011年：作画監督&效果作画監督、特別動畫原画、OP動畫原画）
- NO.6（2011年：原画）
- 迷茫管家與膽怯的我（まよチキ！，2011年：分鏡）
- 異國迷宮的十字路口（異国迷路のクロワーゼ The Animation，2011年：分鏡&演出&作画監督&原画）
- BLEACH（2011年：OP動畫原画）
- C³ -魔幻三次方-（C³  -シーキューブ-，2011年：第1話片尾插畫、第2季OP動畫原画）
- 女神異聞錄4（Persona4 the ANIMATION，2011年：原画、第2季OP動畫原画）
- 花牌情緣（ちはやふる，2012年：分鏡）
- 輪迴的拉格朗日（輪廻のラグランジェ，2012年：分鏡） ※
- 戰國Collection（戦国コレクション，2012年：監督）
- 戰姬絕唱（戦姫絶唱シンフォギア，2012年：OP動畫原画）
- 鄰座的怪同學（となりの怪物くん，2012年：作画監督） ※
- 來自新世界（新世界より，2012-2013年：作画監督&原画） ※作画監督
- AMNESIA（2013年：分鏡&原画、OP動畫原画）
- 革命機Valvrave（革命機ヴァルヴレイヴ，2013年：OP分鏡&演出）
- 果然我的青春戀愛喜劇搞錯了。（やはり俺の青春ラブコメはまちがっている。，2013年：原画）
- ONE PIECE（2013年：第16季OP原画）
- BROTHERS CONFLICT（2013年：分鏡&演出&原画／OP原画）
- 八犬傳－東方八犬異聞－第二季（八犬伝―東方八犬異聞― 第二期，2013年：分鏡&演出）
- 科学超電磁砲S（とある科学の超電磁砲S，2013年：分鏡&演出）
- 東京闇鴉（東京レイヴンズ，2013年：原画）
- WHITE ALBUM2（2013年：分鏡）
- 屬性同好會（ディーふらぐ!，2014年：原画／OP原画）
- 超級索尼子（そにアニ -SUPER SONICO THE ANIMATION-，2014年：OP原画）
- 虛構推理（虚構推理，2020年：監督）

### OVA
- Relic Armor Legaciam（レリックアーマーLEGACIAM，1987年：動画）
- 龍世紀（竜世紀，1988年：動画）
- NINETEEN 19（1990年：原画）
- 冒險！伊庫薩3（冒険！イクサー3，1990年：原画）
- SOL BIANCA 2（1991年：原画）
- 機械巨神 地球靜止之日（ジャイアントロボ THE ANIMATION -地球が静止する日，1992年：原画）
- 暗黑破壞神（BASTARD！！ -暗黒の破壊神-，1992年：原画）
- 天邪童子 未来篇4（超神伝説うろつき童子 未来篇4，1993年：角色設計） ※名义
- 裝甲兵天使（モルダイバー，1993年：原画）
- 龍騎士外傳（ドラゴンナイト外伝，1994年：角色設計） ※名义
- 精靈使（精霊使い，1995年：原画）
- 卒業 〜Graduation〜（1995年：原画）
- GOLDEN BOY 好學流浪漢（GOLDEN BOY さすらいのお勉強野郎，1996年：原画）
- Ninja者（1996年：原画）
- 元祖 爆走獵人（元祖 爆れつハンター，1996年-1997年：角色設計）
- 魔法騎士（レイアース，1997年：精獸設計&原画）
- 星際迷航俏女郎（てなもんやボイジャーズ，1999年：原画）
- R.O.D -READ OR DIE-（2002年：第3話原画）
- COSPLAY 症候群（こすぷれCOMPLEX，2002年：原画）
- 電波系彼女（電波的な彼女，2009年：原画）
- 幸福光暈（たまゆら，2010年：OP原画）
- 紅（2010年：原画）
- 史上最強弟子兼一（史上最強の弟子ケンイチ，2012年：原画）
- 暗殺教室 修學旅行篇（暗殺教室 修学旅行編，2013年：導演、分鏡、演出）

### 電影
- 機動戰艦 -The prince of darkness-（機動戦艦ナデシコ -The prince of darkness-，1998年：角色設計&總作画監督）
- 咕嚕咕嚕魔法陣 劇場版（魔法陣グルグル 劇場版，1996年：原画）
- 天使特警 劇場版（キディ・グレイド 劇場版，2007年：監督）
- 古城荊棘王（いばらの王 -KINGofTHORN-，2010年：原画）

## 外部連結
- Gotoh Keiji Home Page （页面存档备份，存于）
- GOCKY CLUB （页面存档备份，存于）